# Vultures (AxeWound)
Vultures è il primo album in studio del supergruppo AxeWound, formata nel 2012 da Matthew Tuck (Bullet for My Valentine).
La band esordisce il 1º maggio 2012, tramite radio BBC Radio 1 con il singolo promozionale Post Apocalyptic Party.
L'album realizzato in poco più di dieci giorni viene pubblicato il 2 ottobre sotto l'etichetta Search and Destroy. Ottiene critiche positive e viene accostato stilisticamente al metalcore ed al groove metal.

## Tracce
Testi di Matt Tuck e Liam Cormier, musiche di Matt Tuck e Jason Bowld.
1. Vultures (feat. Synyster Gates) – 3:46
2. Post Apocalyptic Party – 4:47
3. Victim of the System – 2:41
4. Cold – 4:10
5. Burn Alive – 4:32
6. Exorchrist – 3:48
7. Collide – 5:56
8. Destroy – 3:34
9. Blood Money and Lies – 3:35
10. Church of Nothing – 4:46

## Formazione
- Matthew Tuck - chitarra, cori
- Liam Cormier - voce
- Mike Kingswood - chitarra
- Joe Copcutt - basso
- Jason Bowld - batteria